# River Flows in You
River Flows in You ist eine Komposition des südkoreanischen Pianisten Yiruma. Sie wurde 2001 auf seinem zweiten Album First Love erstmals veröffentlicht.
Populär wurde das Stück, nachdem es von den Fans der Twilight-Serie als Favorit für die Untermalung einer romantischen Szene gewählt wurde, in der Vampir Edward seiner Geliebten Bella eine Melodie auf dem Klavier vorspielt. Offenbar wurde die Benutzung des Stückes auch von den Produzenten in Erwägung gezogen, bevor sie sich für eine günstigere Neukomposition von Carter Burwells Bella's Lullaby entschieden. Daraufhin erschienen bei YouTube mehrere Zusammenstellungen von Filmbildern, die von Yirumas Melodie untermalt wurden.
Im Jahr 2010 erschien eine Dance-Version von Alex Christensen unter dem Pseudonym Jasper Forks in Deutschland. Diese konnte sich in den deutschen Singlecharts bis auf Position 45 platzieren. Mit dem Erscheinen des vierten Films der Twilight-Saga Breaking Dawn Ende 2011 konnte sich auch die Originalaufnahme von Yiruma in den Charts der deutschsprachigen Länder platzieren. Sie erreichte in Deutschland Platz 20.
Die Band Eisblume benutzte die Melodie in ihrem Titel Für immer. So konnte sich die Komposition ein drittes Mal innerhalb von zwei Jahren in den Charts platzieren.